# La Nova Esquerra de l'Eixample
La Nova Esquerra de l'Eixample è un quartiere del distretto Eixample della città di Barcellona in Spagna.
In passato insieme all'attuale L'Antiga Esquerra de l'Eixample formava un unico quartiere che si chiamava Esquerra de l'Eixample.
Nel quartiere ci sono i 3 edifici di Can Batlló, la prigione La Model, il Parc Joan Miró, la Plaza de toros de las Arenas e Casa Golferichs.
A causa del numero di immigrati rumeni, il quartiere è stato soprannominato la "Piccola Romania".